# Alexandra Hagan
Alexandra Hagan, soprannominata Alex (Bunbury, 21 marzo 1991), è una canottiera australiana.
È stata scelta per rappresentare l'Australia ai giochi olimpici di Londra 2012 nel canottaggio.

## Biografia
Hagan è nata il 21 marzo 1991 a Bunbury, Australia Occidentale. È cresciuta nella zona di Perth, dove ha frequentato il Kearnan College Manjimup e la St Joseph's Primary School di Bunbury, prima di trasferirsi al Bunbury Catholic College. Attualmente (2012) vive a Bunbury, Australia Occidentale.
Hagan è alta 179 cm e pesa 76 kg.

## Canottaggio
Hagan gareggia nelle specialità del singolo, doppio e otto. Ai campionati australiani di canottaggio del 2008 si è qualificata prima nel singolo under-19 femminile. Ha ripetuto questa vittoria nella stessa categoria nel campionato del 2009. Nel 2009, assieme a Maddie Edmunds, ha concluso prima anche nel doppio under-19. Nel 2009 ha partecipato ai campionati mondiali juniores a Brive la Gaillarde, in Francia, qualificandosi seconda nei 1000 metri.
Hagan è arrivata 5ª nell'otto durante la terza tappa di coppa del mondo 2012 a Monaco di Baviera, in Germania, e 4° nella stessa specialità nella seconda tappa di Lucerna in Svizzera. Come membro dell'otto, correndo i 2000 m, ha ottenuto un tempo di 6 minuti e 12,36 secondi che le hanno permesso di qualificarsi assieme al resto della squadra per le Olimpiadi. È stata scelta per rappresentare l'Australia ai giochi olimpici di Londra 2012 nella specialità dell'otto. La squadra dell'otto si è autosoprannominata "Motley Crew". Hagan è una dei più giovani della squadra del canottaggio australiano di Londra che conta 46 persone. Prima di andare a Londra ha partecipato ad una sessione di allenamento presso l'Australian Institute of Sport European Training Centre di Varese.

## Palmarès
- Campionati del mondo di canottaggio

2013 - Chungju: bronzo nel 4 senza.